# Rossegel
Der Rossegel (Limnatis nilotica) ist eine Art im Süßwasser lebender Blutegel aus der Ordnung der Kieferegel, der als Ektoparasit an Amphibien und als zeitweiliger Endoparasit in Mündern und Atemwegen bei Säugetieren wie auch beim Menschen Blut saugt. Er ist im Mittelmeerraum verbreitet.

## Merkmale
Der Rossegel wird etwa 10 bis 15 cm lang und 1 bis 1,5 cm breit. Er hat einen gelblich-rötlichen oder grünlich-blauen bis braunschwarzen Rücken, auf dem meist vier schwarze, manchmal in der Mitte auch ein gelber oder grüner Längsstreifen verlaufen, sowie blassgelbe bis orangefarbene Seitenkanten. In der Regel weist die Bauchseite dieselbe Färbung auf wie der Rücken. Der hintere Saugnapf ist auffällig, aber deutlich schmaler als die breiteste Stelle des Körpers.
An jedem der drei recht kleinen, abgerundeten, weichen Kiefer sitzen in jeweils einer Reihe (monostichodont) 45 bis 60 Zähne mit flachen Oberseite und einer rauen Oberfläche. Diese können Amphibienhaut und Schleimhäute von Säugetieren, nicht jedoch deren Fell oder Menschenhaut durchbeißen. Zwischen den Zähnen befinden sich Papillen, die wahrscheinlich der Speichelproduktion dienen. Die Vorderlippe des Mundsaugnapfes ist bauchseitig auf der gesamten Länge gefurcht. Der Darm hat jederseits 10 Paar gelappte Blindsäcke, von denen die letzten (Postcaeca) sehr lang sind.

## Verbreitung und Lebensraum
Der Rossegel ist in Quellen, Teichen und Sümpfen des südlichen Mittelmeergebietes, insbesondere in Syrien, Ägypten, Libyen, Algerien, Andalusien, Sizilien, den Balearen und Sardinien verbreitet. Gebietsweise ist er so häufig, dass Wasserquellen für Menschen und Vieh zum Trinken und Baden ungeeignet sind.

## Ernährung
Limnatis nilotica ernährt sich vom Blut verschiedener Wirbeltiere. Amphibien wie beispielsweise Frösche werden von außen angebissen und parasitiert. Die Haut von Säugetieren ist für die Kiefer dieses Egels jedoch zu dick, weshalb die sehr flinken, kleinen und unauffälligen Jungegel auf Gelegenheiten warten, dass Säuger zum Trinken an eine Quelle oder ein Wasserloch kommen und Mund und Nase ins Wasser tauchen. Die Egel setzen sich oft in größerer Zahl an der Mundschleimhaut und den oberen Atemwegen fest und verbleiben teilweise wochenlang in ihrem Wirt, wo sie sich mehrfach an dessen Blut satttrinken. Nicht nur Haustiere wie Pferde, Rinder und Hunde, sondern auch Menschen werden befallen, deren Nase und Mund beim Baden eine Eingangspforte für die jungen Egel sind. Sind die Egel an den Schleimhäuten des Wirtes genug gewachsen, verlassen sie ihn an der nächsten Wasserstelle.

## Lebenszyklus
Der Rossegel ist wie alle Gürtelwürmer ein Zwitter. Die Paarung, bei der sich zwei Egel mit ihren Penissen gegenseitig begatten, findet am Rande eines Gewässers statt. Mithilfe des Clitellums scheiden nach der Paarung beide Partner einen Kokon ab. Nach Untersuchungen an Rossegeln in Quellen in Libyen (Negm-Eldin, Abdraba und Nenamer 2013) werden Eikokons von Mai bis Oktober mit einem Maximum im Mai und Juni abgelegt, wobei auch Jungtiere ab Mai schlüpfen. Die höchste Anzahl von Jungegeln in den untersuchten Quellen Libyens gibt es im Oktober und November, während geschlechtsreife Egel im April am häufigsten sind. Im Labor gehaltene Egel können etwa 30 bis 60 Tage nach einer Blutmahlzeit an einem Frosch ihre ersten Kokons legen. Nach der gegenseitigen Begattung legt jeder Egel 3 bis 12 Kokons, die etwa 1,3 bis 1,6 cm lang und 0,9 bis 1,4 cm breit sind und jeweils 3 bis 12 Eier enthalten. Bei Temperaturen von 15 bis 21 °C schlüpfen 7 bis 21 Tage nach Eiablage durch Öffnungen an den beiden Polen des Kokons etwa 1,5 cm lange Jungegel, die noch einen auffällig breiten hinteren Saugnapf und keine erkennbaren Geschlechtsteile haben, während sie im Alter von 1 bis 3 Monaten ganz die Gestalt ihrer Eltern aufweisen. Die Jungegel können in einer Zeit von 14 bis 16 Monaten die Geschlechtsreife bei einer Körpermasse von mindestens 2 g erreichen, doch müssen sie sich hierzu in besagtem Zeitraum mindestens siebenmal an einem Frosch oder fünfmal im Mund eines Hundes vollsaugen. Sie können meist nicht länger als 30 Tage, nur ausnahmsweise bis 120 Tage fasten. Deswegen verbleiben sie in der Natur längere Zeit in ihrem Wirt. Die herangewachsenen Egel, die im Mund eines Säugetiers parasitiert haben, verlassen diesen zur Paarung und suchen das freie Wasser auf.

## Systematik
Limnatis nilotica wurde 1820 von dem französischen Zoologen Marie Jules César le Lorgne de Savigny unter dem Namen Bdella nilotica „Nil-Egel“ erstbeschrieben. Der Gattungsname konnte allerdings nicht aufrechterhalten werden, da der Name Bdella (griechisch βδέλλα, „Egel“) bereits für eine Milbengattung vergeben war. Sein Landsmann Alfred Moquin-Tandon stellte 1826 die Gattung Limnatis (griechisch λίμνη, „See“) auf und gab der Art den Namen Limnatis nilotica.
Die Gattung Limnatis wurde nach der traditionellen Systematik zur Familie der Hirudinidae gestellt und auch von Laurence R. Richardson in seiner Revision der Familie 1969 trotz Zweifeln an einer phylogenetischen Verwandtschaft von Limnatis nilotica mit den Medizinischen Blutegeln in derselben belassen. Molekulargenetische Untersuchungen von Anna J. Phillips und Mark E. Siddall von 2009 deuten allerdings darauf hin, dass Limnatis nilotica näher mit amerikanischen Egeln unter anderem der Gattungen Macrobdella (unter den untersuchten Arten war Macrobdella decora) und Semiscolex (darunter Semiscolex similis und Semiscolex intermedius) verwandt ist als mit den Egeln der Gattung Hirudo. Deshalb schlugen sie zunächst vor, die Gattung Limnatis in die Familie Semiscolecidae zu stellen, ähnlich wie unter anderem auch die Gattung Macrobdella. Das Ergebnis der Arbeiten von Phillips, Siddall und anderen (2010) ist allerdings, neben die Familie Semiscolecidae in ihrem bisherigen kleineren Umfang als nächstverwandte Gruppen die Familien Macrobdellidae und Praobdellidae zu stellen, wobei Limnatis zur Familie Praobdellidae gehört.